# کیسوکه اوگاساوارا
کیسوکه اوگاساوارا (ژاپنی: 小笠原 佳祐؛ زادهٔ ۷ ژوئن ۱۹۹۶) یک بازیکن فوتبال اهل ژاپن است.
از باشگاه‌هایی که در آن بازی کرده‌است می‌توان به باشگاه فوتبال رواسو کوماموتو اشاره کرد.